# 한국상묘협회
한국상묘협회는 상묘 생산의 개량발전과 회원의 복리증진을 도모함으로써 잠사업의 진흥에 기여함을 목적으로 1961년 11월 21일 설립된 대한민국 농림수산식품부 소관의 사단법인이다. 사무실은 서울특별시 영등포구 여의도동 17-9 , 잠사회관에 있다.

## 주요 사업
- 우량 상묘생산에 관한 기술과 경영향상을 위한 조사연구, 시찰, 강화 강습회의 개최
- 상묘생산비조사 및 적정가격의 협정의 건의
- 상묘생산에 필요한 물자의 수입판매 및 알선
- 상묘생산자금의 융자 및 알선
- 농림수산식품부장관의 지시에 의한 사업
- 기타 본회의 목적달성에 필요한 사업 및 부대사업